# Zouma-Mossi
Pour les articles homonymes, voir Zouma (homonymie).
Ne doit pas être confondu avec Zouma-Peulh ou Zouma-Silmi-Mossi.
Zouma-Mossi est une localité située dans le département de Séguénéga de la province du Yatenga dans la région Nord au Burkina Faso.

## Santé et éducation
Les centres de soins les plus proches de Zouma-Mossi sont le centre de santé et de promotion sociale (CSPS) et le centre médical avec antenne chirurgicale (CMA) de Séguénéga.
Le village possède une école primaire publique.